# John E. Peterson

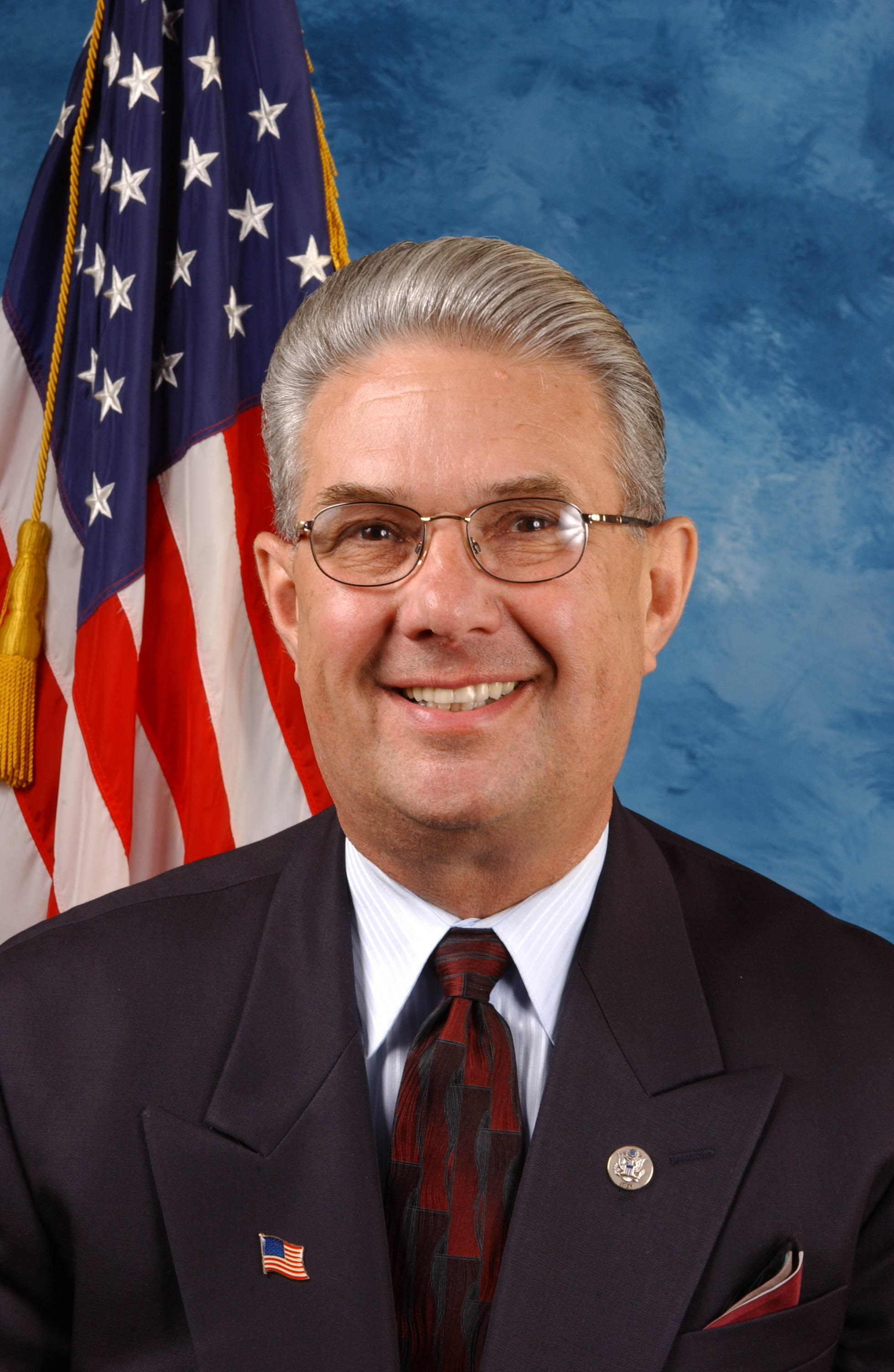
John E. Peterson

John E. Peterson (* 25. Dezember 1938 in Titusville, Pennsylvania) ist ein US-amerikanischer Politiker. Zwischen 1997 und 2009 vertrat er den Bundesstaat Pennsylvania im US-Repräsentantenhaus.

## Werdegang
John Peterson besuchte die Titusville High School und studierte danach an der Pennsylvania State University. Zwischen 1958 und 1964 diente er in der US Army. Danach betrieb er 26 Jahre lang ein Lebensmittelgeschäft in Pleasantville. Außerdem schlug er als Mitglied der Republikanischen Partei eine politische Laufbahn ein. Zwischen 1969 und 1977 war er Gemeinderat in Pleasantville; von 1977 bis 1984 saß er als Abgeordneter im Repräsentantenhaus von Pennsylvania. Danach gehörte er zwischen 1985 und 1996 dem Staatssenat an.
Bei den Kongresswahlen des Jahres 1996 wurde Peterson im fünften Wahlbezirk von Pennsylvania in das US-Repräsentantenhaus in Washington, D.C. gewählt, wo er am 3. Januar 1997 die Nachfolge von William F. Clinger antrat. Nach fünf Wiederwahlen konnte er bis zum 3. Januar 2009 sechs Legislaturperioden im Kongress absolvieren. In seine Zeit als Kongressabgeordneter fielen die Terroranschläge am 11. September 2001, der Irakkrieg und der Militäreinsatz in Afghanistan. Im Jahr 1998 wurde er Mitglied im Bewilligungsausschuss und in drei von dessen Unterausschüssen. Er galt als wenig dem Umweltschutz verbundener Politiker. Stattdessen setzte er sich für eine bessere Ausschöpfung der amerikanischen Energiequellen, vor allem Gas, ein. Im Jahr 2008 verzichtete er auf eine weitere Kandidatur.